# Saroba phoenicias
Saroba phoenicias är en fjärilsart som beskrevs av George Francis Hampson 1926. Saroba phoenicias ingår i släktet Saroba och familjen nattflyn. Inga underarter finns listade.